# 4552 Nabelek
4552 Nabelek eller 1980 JC är en asteroid i huvudbältet som upptäcktes den 11 maj 1980 av den tjeckiske astronomen Antonín Mrkos vid Kleť-observatoriet i Tjeckien. Den är uppkallad efter Jan Nabelek.